# مرسدس-بنز پونتون

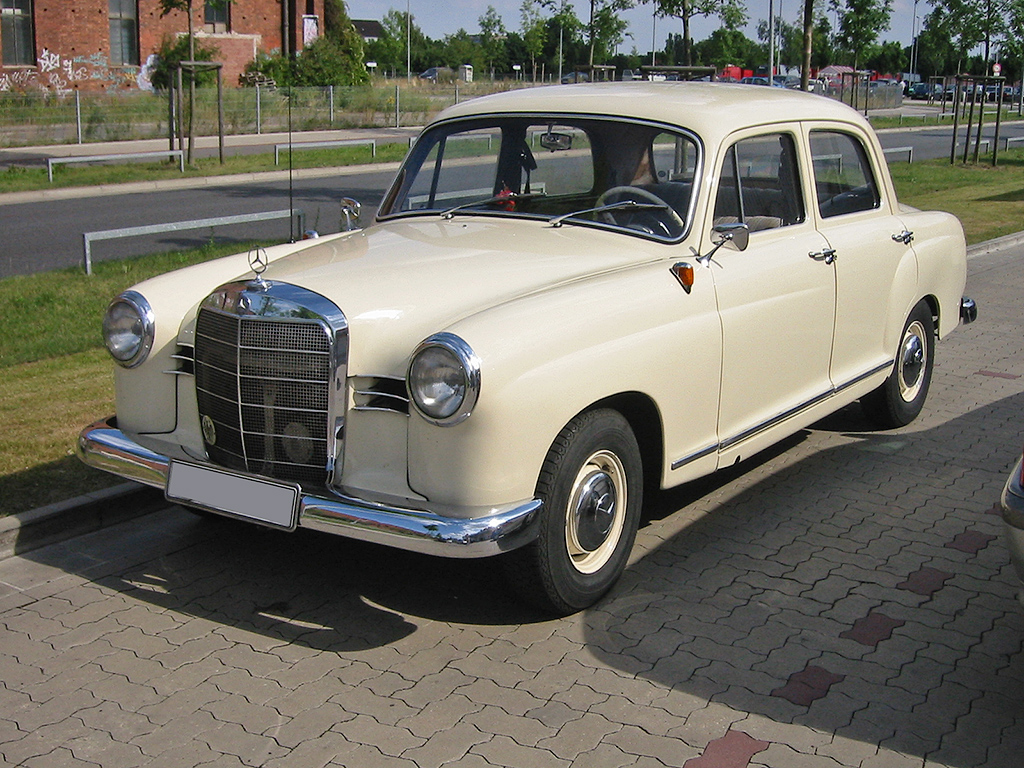
مرسدس بنز W120 پونتون مدل 180b

مرسدس بنز پونتون (انگلیسی: Mercedes-Benz Ponton) یکی از اولین سری خودروهای مرسدس بنز بود که بعد از جنگ جهانی دوم توسط شرکت دایملر-بنز تولید شد.
از لحاظ ظاهری پونتون‌ها به ماشینهای ساخته شده قبل از جنگ که گلگیرهای بزرگی داشتند، کمتر شبیه بودند و طراحی جدید و متفاوتی داشتند.
از سال ۱۹۵۹، مدل‌های پونتون جای خود را به مدلهایفینتیل دادند.

## نام‌گذاری
نام پونتون برگرفته از یک واژه آلمانی است و نامگذاری آن به دلیل طراحی خاص و برآمده گلگیرهای خودرو می‌باشد. طراحی پونتون در طراحی سایر خودروسازان بزرگ دنیا در میان سالهای ۱۹۳۰ تا ۱۹۶۰ میلادی نیز دیده می‌شود.
در نام‌گذاری سری‌های پونتون، حرف D، معرف مدل‌های دیزلی است و حروف b و c نشان دهنده انواع بدنه‌های مختلفی هستند که از نیمه‌های سال ۱۹۵۹ به بازار آمدند.

## مدل‌ها
- پونتون‌های چهار سیلندر سدان
  - سالهای ۱۹۵۲ تا ۱۹۶۲: مرسدس بنز W120 شامل مدل‌های 180, 180a, 180b, 180c, 180D, 180Db, 180Dc
  - سالهای ۱۹۵۶ تا ۱۹۶۱: مرسدس بنز W121 شامل مدل‌های 190, 190b, 190d, 190Db
- پونتون‌های چهار سیلندر کوپه و رودستر
  - سالهای ۱۹۵۵ تا ۱۹۶۲: مرسدس بنز ۱۹۰اس‌ال(W121)
- پونتون‌های شش سیلندر سدان
  - سالهای ۱۹۵۶ تا ۱۹۵۹: مرسدس بنز W105 مدل ۲۱۹
  - سالهای ۱۹۵۴ تا ۱۹۵۹: مرسدس بنز W180 مدل 220a, 220s
  - سالهای ۱۹۵۸ تا ۱۹۶۰: مرسدس بنز W128 مدل 220SE
- پونتون‌های شش سیلندر کوپه و کروکی
  - سالهای ۱۹۵۶ تا ۱۹۵۹: مرسدس بنز W180 مدل 220S
  - سالهای ۱۹۵۸ تا ۱۹۶۰: مرسدس بنز W128 مدل 220SE

## نگارخانه

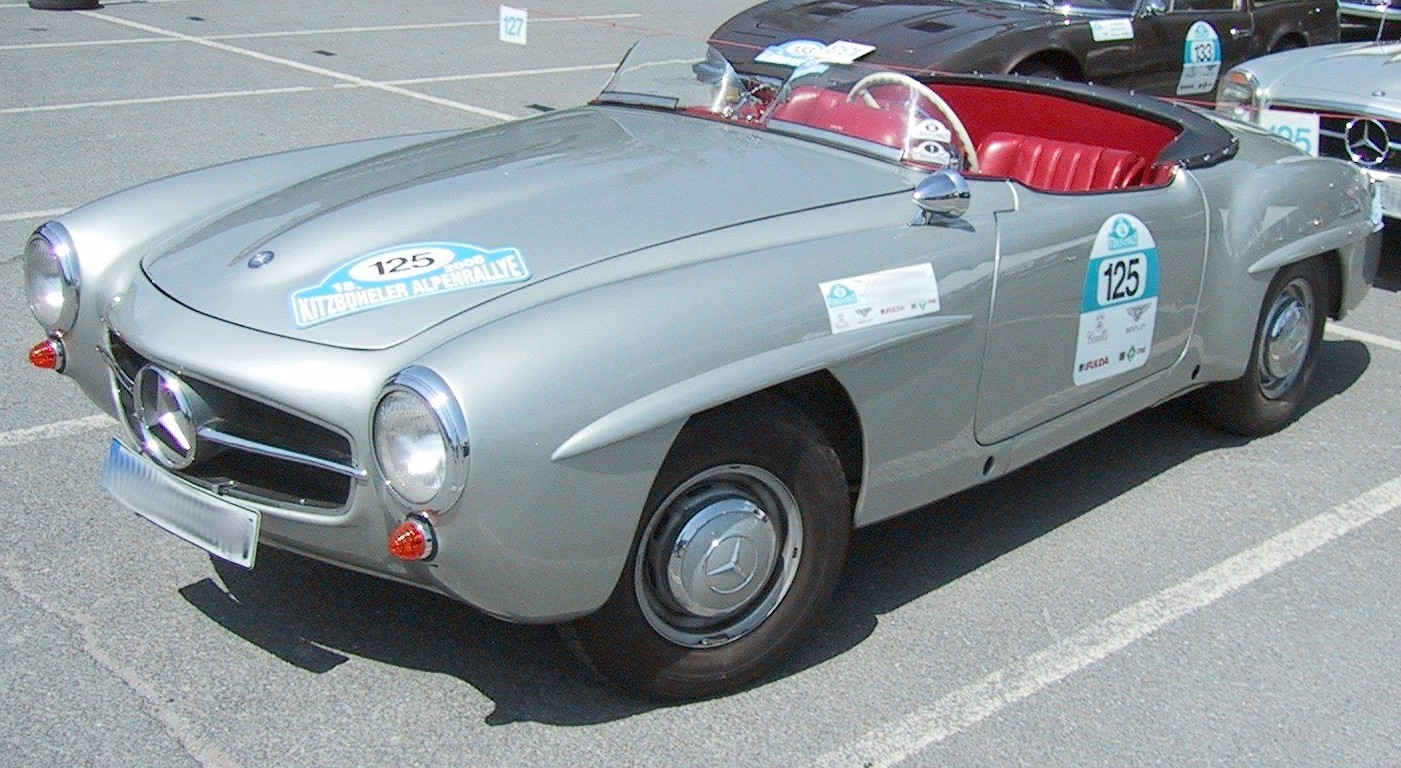
مرسدس بنز 190SL
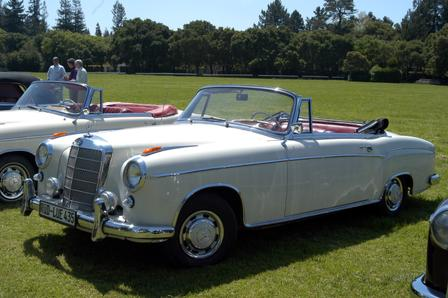
مرسدس بنز 220S  کروک
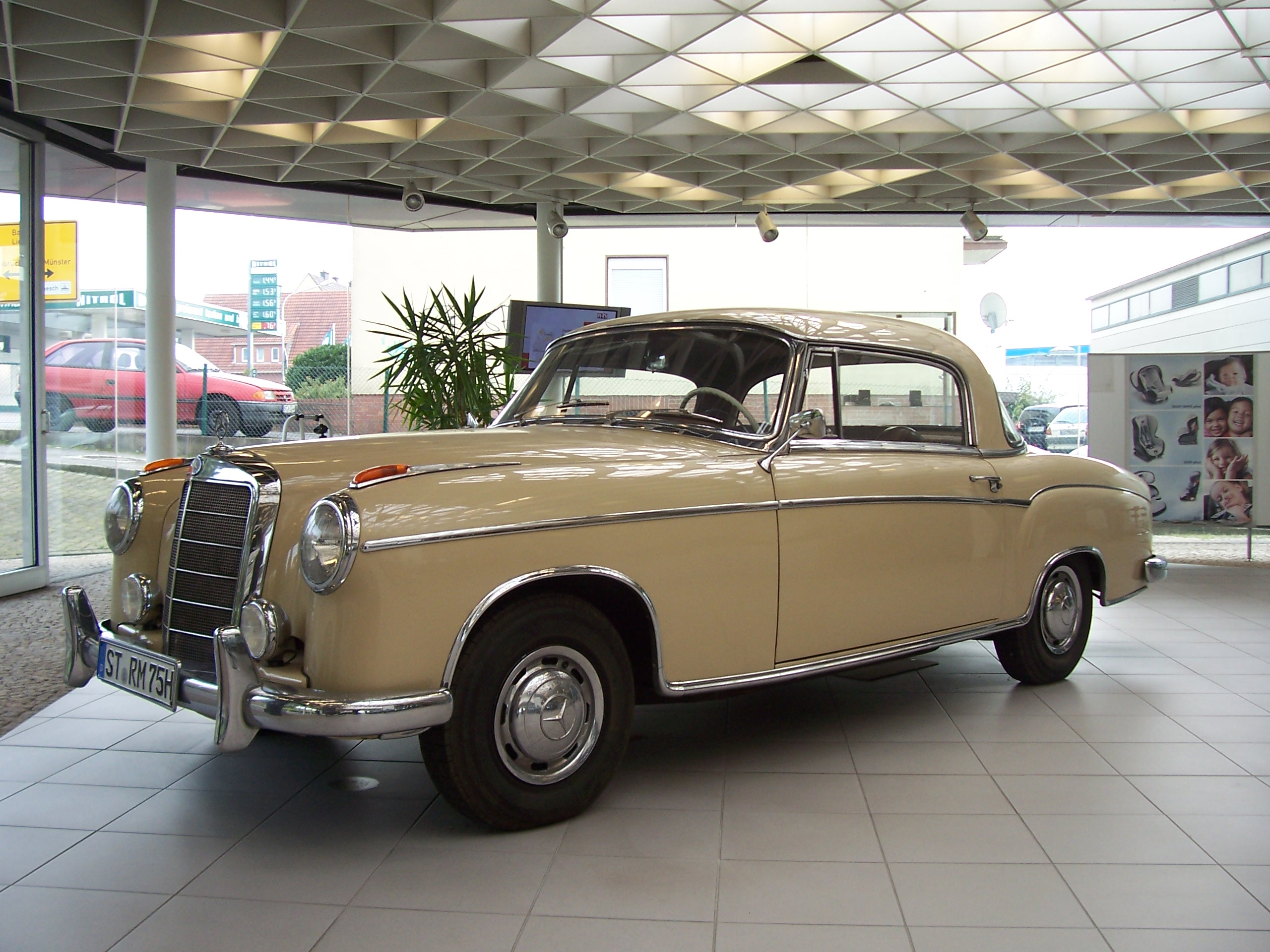
مرسدس بنز 220S کوپه
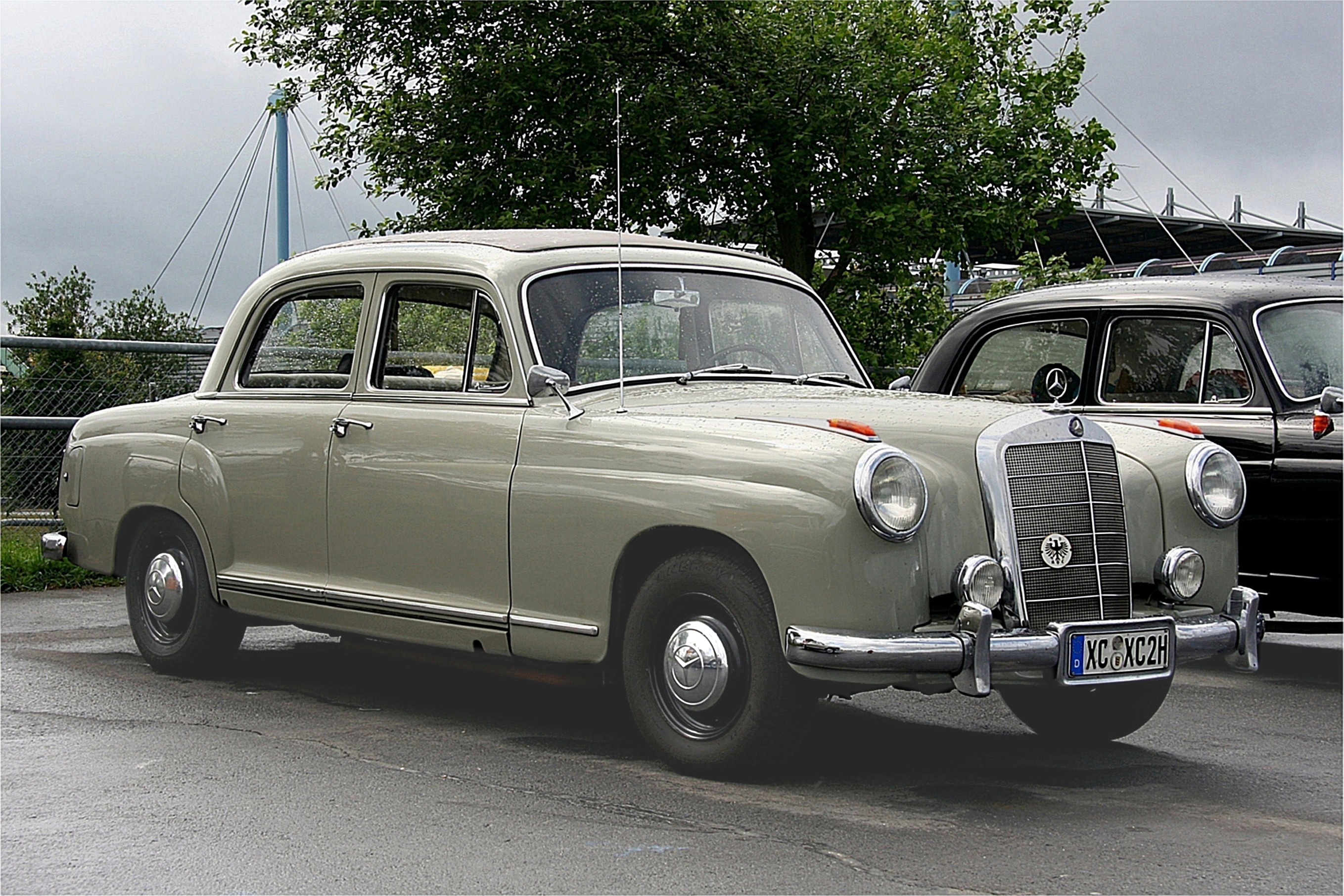
مرسدس بنز W105 مدل ۲۱۹
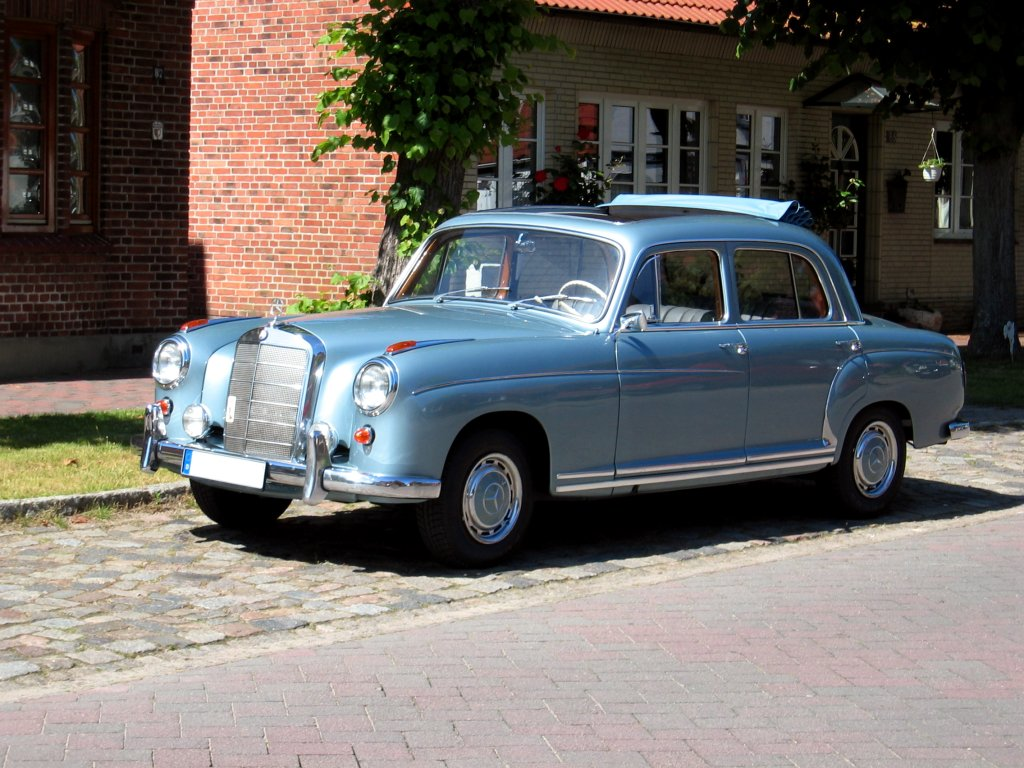
مرسدس بنز 220SE
شش سیلندر سدان